# Lindenstraße Nr. 3 (Parchim)

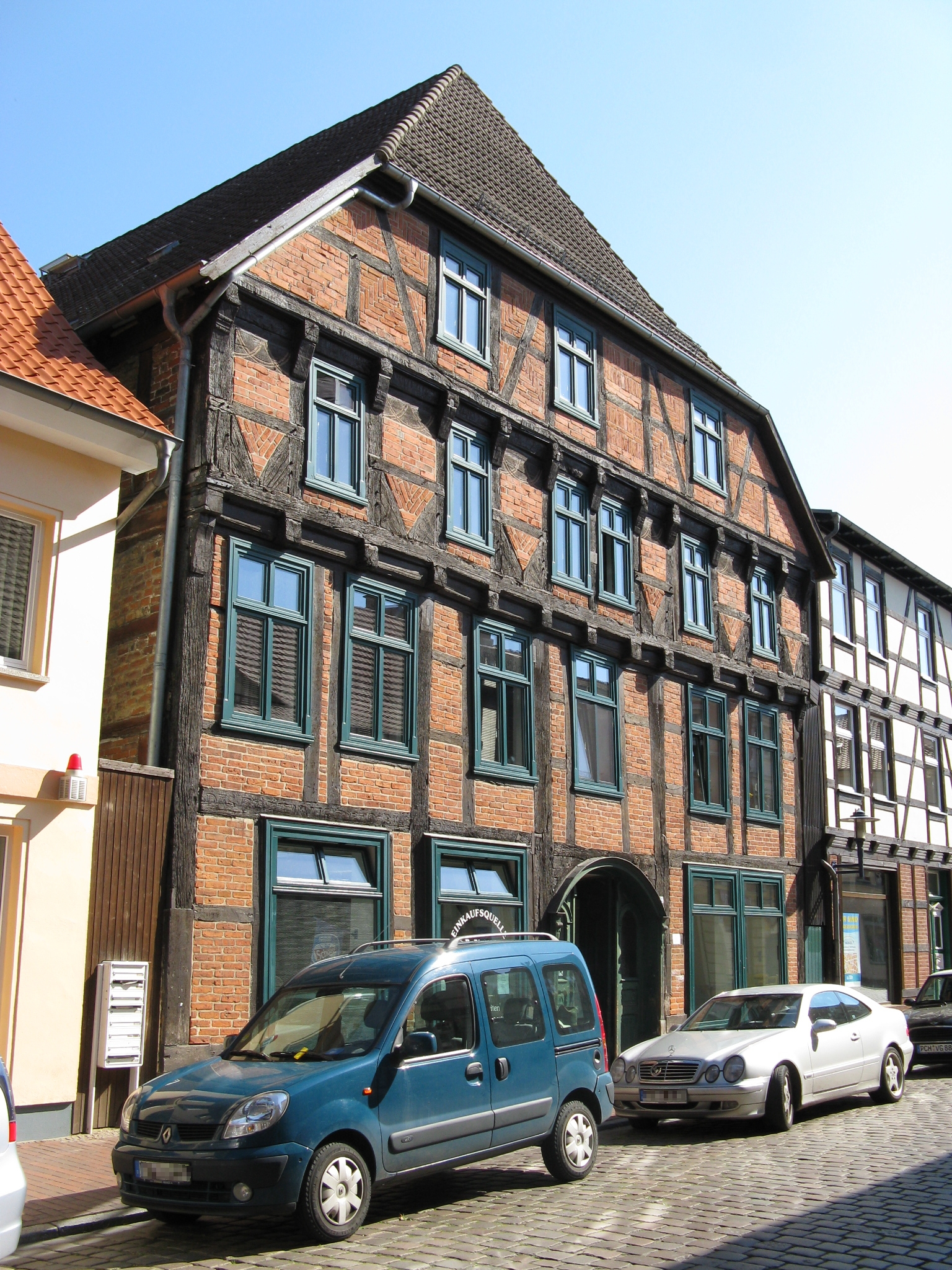
Nr. 3: Giebelhaus

Das Wohn- und Geschäftshaus Lindenstraße Nr. 3 in Parchim wurde 1795 gebaut. Es steht unter Denkmalschutz.

## Geschichte

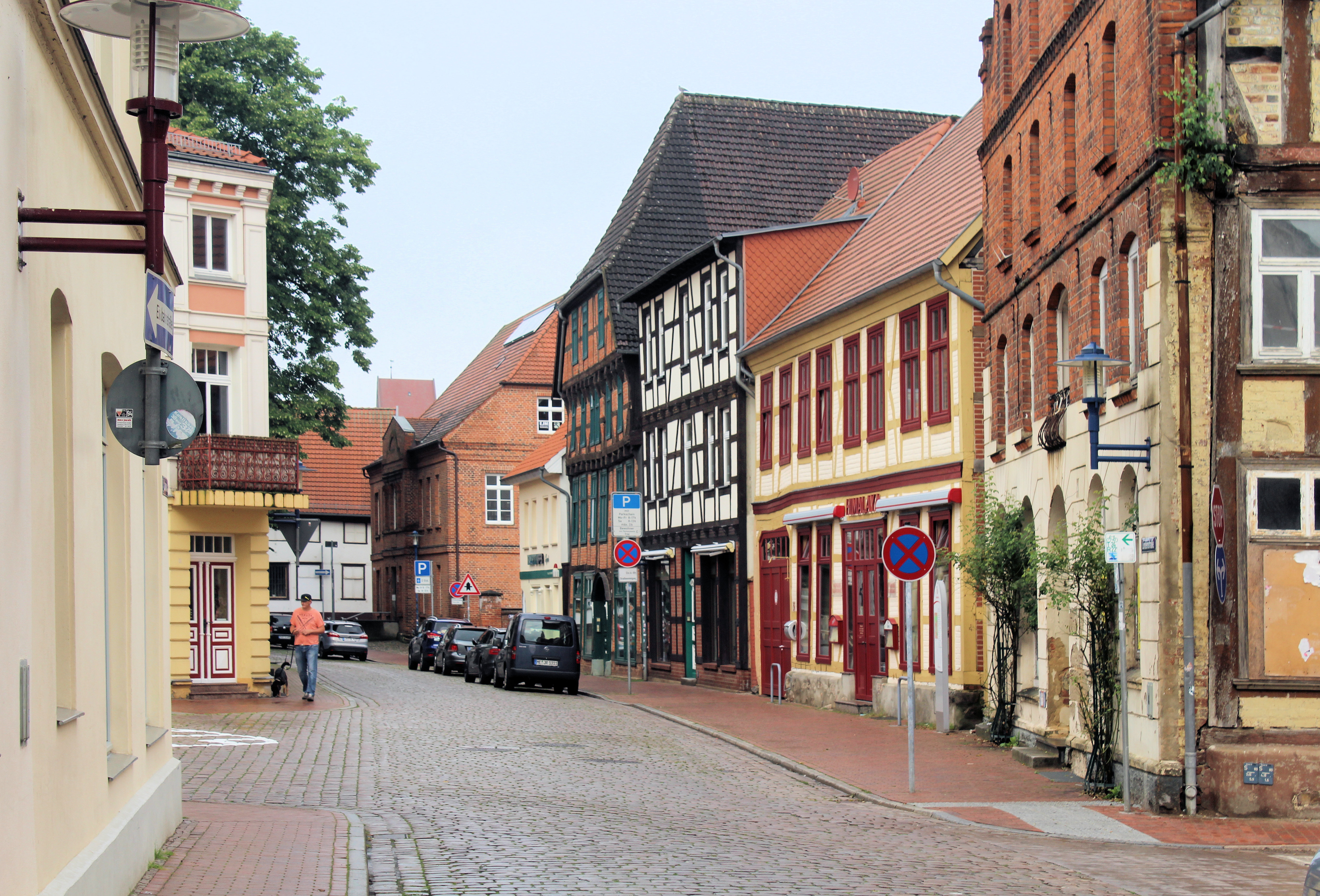
Westliche Lindenstraße mit diesem Giebelhaus

1583 wurde hier ein Brauhaus gebaut. 1795 entstand das dreigeschossige Fachwerkgiebelhaus mit Backsteinausfachungen. Es hat zwei Giebelvorsprünge und einen mittigen Eingang an der ehemaligen Tordurchfahrt. Im Hof steht ein zweigeschossiger Flügelbau als Kemlade. 1866 war es im Eigentum des Bierbrauers J. Hoffmann und diente bis nach 1920 als Brauhaus und danach bis 1945 als Verlagsbrauerei der Lübzer Brauerei. Es fanden mehrere Umbauten statt und dabei wurde die Tordurchfahrt durch eine Verbretterung geschlossen. Nach 1945 wurde das Haus der Familie Hoffmann enteignet und im Erdgeschoss weiterhin gewerblich genutzt; in den Obergeschossen befanden sich Wohnungen.
Nach 1991 stand das Haus 15 Jahre leer. 2008 wurde es, auch mit Mitteln der Städtebauförderung, nach Plänen von Rick de Veer saniert. Der mittige Eingang wurde in der Form einer Tordurchfahrt wiederhergestellt. Die frühere Biberschwanz-Dachdeckung wurde durch Hohlpfannen aus Betondachsteinen ersetzt.